# Хамфелде (Штормарн)
Хамфелде (њем. Hamfelde) општина је у њемачкој савезној држави Шлезвиг-Холштајн. Једно је од 55 општинских средишта округа Штормарн. Према процјени из 2010. у општини је живјело 488 становника. Посједује регионалну шифру (AGS) 1062026.

## Географски и демографски подаци
Хамфелде се налази у савезној држави Шлезвиг-Холштајн у округу Штормарн. Општина се налази на надморској висини од 36 метара. Површина општине износи 2,7 km². У самом мјесту је, према процјени из 2010. године, живјело 488 становника. Просјечна густина становништва износи 179 становника/km².